# Дионисий Илиуполски и Тиатирски
Дионисий (на гръцки: Διονύσιος, Дионисиос) е гръцки духовник, митрополит на Вселенската патриаршия.

## Биография
Роден е около 1801 година в Кушадасъ (Неа Ефесос) или в Айдън (Тралес). Учи в Айвалък (Кидониес). Три години служи като проповедник в Йерусалим и след това като протосингел на Ефеската епархия. През септември 1848 година е избран за титуларен елейски епископ, викарий на Ефеската митрополия. На 3 януари 1851 година е избран за илиуполски и тирски митрополит. През февруари 1877 година подава оставка. Умира в Кушадасъ на 6 февруари 1878 година.